# Leptotrichum molliculum
Leptotrichum molliculum là một loài rêu trong họ Ditrichaceae. Loài này được Mitt. mô tả khoa học đầu tiên năm 1859.